# جورج ويليام تورانس
جورج ويليام تورانس (بالإنجليزية: George Torrance)‏ هو ملحن أيرلندي، ولد في 1835، وتوفي في 20 أغسطس 1907.